# Distretto di Masterton
Il distretto di Masterton è un'autorità territoriale della Nuova Zelanda che si trova entro i confini della regione di Wellington, nell'Isola del Nord. La sede del Consiglio distrettuale si trova nella città di Masterton.
Masterton ha una popolazione di circa 18.000 abitanti (sui 23.000 dell'intero Distretto); si trova 100 chilometri a nordest di Wellington e 30 chilometri a sud di Eketahuna. La città venne fondata dagli europei il 21 maggio 1854; il suo nome deriva dal pioniere Joseph Masters.
L'economia si basa sull'agricoltura e sui servizi ad essa rivolti. Molti lavoratori usano l'eccellente rete di trasporti per spostarsi a Wellington, Lower Hutt e Upper Hutt.

## Amministrazione

### Gemellaggi
- Hatsukaichi, Giappone
- Changchun, Cina
- Armidale, Australia